# オグズ・ナーメ
『オグズ・ナーメ』（Oguz Namä）とは、古代テュルク民族のあいだで広く語り継がれていたオグズ・カガン（Oğuz Ķağan）という名の英雄の物語。
古代ウイグル文字で書かれた写本がフランスのパリにあるフランス国立図書館にある。
現在残っているのは全部でわずか376行にすぎないが、もとはもっと長い物語で、その中間の部分だけが残り、前と後の部分が失われてしまったものと考えられる。

## 名称
初めの部分が欠けてしまっているので、本来の題名はわからないが、残っている内容をもとに今日では『オグズ・ナーメ（オグズの物語）』と呼ばれている。これと同じような物語は中世から近世にかけて中央アジアで書かれた何冊かの歴史書にテュルク系民族の歴史として断片的に書き残されている。

## 内容
物語は前半がオグズ・カガン（Oğuz Ķağan, 英：Oghuz_Khagan）の生い立ち、後半がオグズ・カガンの行った事跡を語っている。ウイグルをはじめ、この物語に登場する国や土地の多くは実在のものであるが、一つ一つの事件を歴史上実際にあった出来事とみなすことはできない。物語全体はテュルク民族が直接経験した多くの歴史的事件と、ほかの民族から伝えられた物語とが、語り継がれてゆく間に次第に脚色され、さらに一人の優れた人物の業績として受け取られるようになって出来上がったものと思われる。物語の内容は歴史上の事実とは全く異なったものになっているが、古代のテュルク民族が自分たちの歴史と世界をどのようなものと考えていたかを知る手掛かりとして貴重な資料である。

## 成立時期
写本が作られたのは物語のなかにモンゴル語からの借用語がいくつか用いられていることから、モンゴル族が中央アジアへ進出した13世紀ごろと考えられている。しかし、物語の内容を子細に検討してみると、モンゴル時代以前に成立した可能性が考えられる。この物語に登場する人物の名前は元来、民族ないし部族の名である。これらの部族あるいは物語の舞台となっている国の名などを検討してみると、オグズ族のウイグル部族が有力であったのは8～9世紀、カルルク族が勢力を伸ばすのも8世紀、キプチャク族が勢力を伸ばすのは11世紀、タングート族が西夏を建国するのも11世紀、ジュルチン（女真）族が金を建国するのは12世紀の初めである。ここから推測するに、8～12世紀ごろのテュルク民族とその周辺の諸民族の歴史がこの物語の下敷きになっているとみてよいだろう。すなわち、物語が今の形に出来上がったのは12世紀以後のことである。

## オグズ・ナーメの言語
オグズ・カガンはその名前からしてテュルク系のオグズ族の祖先とみなされる人物である。ところがオグズ・カガンを主人公とした『オグズ・ナーメ』を書き記している言語はオグズの言語すなわちテュルク諸語の南西語群（オグズ語群）ではなく、テュルク諸語の北西語群（キプチャク語群）やテュルク語族の南東語群（カルルク語群）に近い。このことはオグズ・ナーメがオグズ族だけに語り伝えられてきたものではなく、多くのテュルク系民族に共通の歴史として語り伝えられてきたものであり、オグズ・カガンはテュルク系民族共通の指導者と思われていたことを示している。

## オグズ・ナーメの版本

### ウイグルーテュルク語版
第1種は古本で、「A」本と言われている。回鶻（ウイグル）語写本はパリの国立図書館に現存し、所蔵番号はSuppl.turc,1001（いわゆるChy. Scherfer収蔵本）である。写本は草書体の回鶻文字で書かれ、末尾の部分が欠落している。寸法は19cm×13cm、全21頁、42葉、毎葉9行。
国内外の学者はこの写本の言語が古代後期ウイグル語に属すると見なしている。「オグズ・ナーメ」は散文形式であるけれども、一部に韻文をまじえ、一部の一節は8音節の詩歌形式のように韻を踏んでいる。

### タジクーペルシャ語版本
第1種はイル汗国の有名な歴史学者ラシードゥッディーン（1247年 - 1317年）の『集史』（1310年 - 1311年）中のテキスト。ある学者によれば、本書の原稿はテュルク語で書かれたもので、ラシードゥッディーンがテュルク語のテキストをペルシャ語に訳して『集史』に編入したとのことである。第2種はティムール朝の第4代君主ウルグ・ベグ（1394年 - 1449年）による『四ウルス史』中のテキスト。ウルグ・ベグはテュルク語、ペルシャ語とアラビア語に精通していた。彼はテュルク語系諸民族とモンゴル族に流伝していた神話や伝説を集めて整理し、ペルシャ語で『四ウルス史』を書いたのである。ウルグ・ベクの書いたオグズ・カガンはテュルクーモンゴル人民の共通の祖先であり、オグズ部落はテュルク語系とモンゴル語系諸民族の主要な構成集団でもある。オグズ部落の歴史は古いだけでなく、中央アジア地域における活動範囲もたいへん広かった。ウルグ・ベクはテュルク化したモンゴル部落の後裔であり、彼が描いたオグズ・カガン像の複雑さは美学を追及する歴史家の理想を表わしていたのである。第3種はティムール朝の著名な歴史学者ハーフィズ・アブルー（? - 1430年）が著した『歴史の精華』（Zabdatul Tawarigh）の中で記載されたテキスト。この他に11世紀のペルシャの歴史学者ガルディーズィー(Gardīzī)の『歴史の装飾』ともう一人のペルシャの歴史学者ミールホーンド（Mir Khwand 1433 - 1498年）の『清浄の庭』、謝爾夫丁・艾力・葉茲徳の『武功記』などの著書の中にもオグズ・カガン伝説に関する内容の一部が見られる。

## 参考資料
- 長谷川太洋『オグズ・ナーメ 中央アジア・古代トルコ民族の英雄の物語』（創英社／三省堂書店、2006年、ISBN-4-88142-296-0 C3022）